# Disparos
Disparos é um filme brasileiro baseado em fatos reais de ação e suspense dirigido por Juliana Reis e produzido por Juliana Reis e Henrique Saladini. Foi produzido em 2011 e lançado pela H2O Films em 23 de novembro de 2012.
Conta com Caco Ciocler, Cristina Amadeo,  Dedina Bernardelli, Ernani Moraes, Gustavo Machado, João Pedro Zappa, Julio Adrião, Thelmo Fernandes no elenco central do longa-metragem. 

## Sinopse
O fotógrafo Henrique (Gustavo Machado) se envolve em um caso de violência pela cidade ao ser assaltado por motoqueiros, que são atropelados por um carro não identificado. Após recuperar sua câmera, ele percebe que precisa voltar ao local para encontrar o seu cartão de memória. Questionado por um policial (Sílvio Guindane), ele é acusado de crime por omissão de socorro e, conquentemente, é levado a uma delegacia. Lá precisa lidar com Freire (Caco Ciocler) e Gomes (Thelmo Fernandes), que não estão dispostos a facilitar a situação para ele.

## Elenco
| Elenco Original     | Elenco Original       | Elenco Original       | Elenco Original | Elenco Original |
| Ator                | Papel                 | Notas                 | Ref             |                 |
| ------------------- | --------------------- | --------------------- | --------------- | --------------- |
| Gustavo Machado     | Henrique              | Protagonista          | [ 8 ]           |                 |
| Caco Ciocler        | Inspetor Freire       |                       | [ 8 ]           |                 |
| Julio Adrião        | Dr. Guido             |                       | [ 8 ]           |                 |
| Dedina Bernardelli  | Silvana               |                       | [ 8 ]           |                 |
| Thelmo Fernandes    | Inspetor Gomes        |                       | [ 8 ]           |                 |
| Ernani Moraes       | Peçanha               |                       | [ 8 ]           |                 |
| Silvio Guindane     | Cabo Salgado          |                       | [ 8 ]           |                 |
| Cristina Amadeo     | Bia                   |                       | [ 7 ] [ 1 ]     |                 |
| João Pedro Zappa    | Guto                  |                       | [ 7 ] [ 9 ]     |                 |
| Igor Rickli         | Yvan                  |                       | [ 1 ]           |                 |
| Gilberto Gawronski  | Cris                  |                       | [ 1 ]           |                 |
| Ronaldo Reis        | Plantonista Valdir    |                       | [ 1 ]           |                 |
| Renan Monteiro      | Assaltante            | Participação especial | [ 1 ]           |                 |
| Pedro Caetano       | Capoeirista           | Participação especial | [ 1 ]           |                 |
| Marcelo Pio         | Cadu                  |                       | [ 1 ]           |                 |
| Bruno Gomes Luiz    | Motoboy               | Participação especial | [ 1 ]           |                 |
| Babu Santana        | Pai do Thiago         |                       | [ 1 ]           |                 |
| Raphael Andrade     | Sávio                 |                       | [ 1 ]           |                 |
| Mariana Costa Pinto | Atendente do Hospital | Participação especial | [ 1 ]           |                 |
| Shirley Cruz        | Mãe do Motoboy        |                       | [ 1 ]           |                 |
| Mariah da Penha     | Enfermeira            |                       | [ 1 ]           |                 |
| Clara Linhart       | PM Feminina           |                       | [ 1 ]           |                 |
| Felipe Martins      | Marco                 |                       | [ 1 ]           |                 |
| Fabrício Santiago   | Genildo               |                       | [ 1 ]           |                 |
| Raoni Seixas        | Ambulante             | Participação especial | [ 1 ]           |                 |
| Raoni Vidal         | Papagaio de Van       |                       | [ 1 ]           |                 |
| Ana Amélia Vieira   | Gringa                | Participação especial | [ 1 ]           |                 |
| Vinicius Braga      | Marido bêbado         |                       | [ 1 ]           |                 |

## Curiosidades
- Este é o primeiro longa-metragem dirigido por Juliana Reis. [10]
- Esta é a segunda vez consecutiva em que o ator Gustavo Machado interpreta um fotógrafo, depois do papel principal no drama Eu Receberia as Piores Notícias dos Seus Lindos Lábios produzido em 2012. Curiosamente, antes destas duas filmagens, ele não tinha nenhuma experiência profissional em fotografia. [10]
- O título inicial de Disparos seria A Quente A Frio!. Segundo esta lógica, o nome internacional era Warm Cold Blooded.[10]
- Disparos foi apresentado no Mercado do Filme do Festival de Cannes 2012. Seu título internacional, também ligado à fotografia é AE-Autoexposure.
- Selecionado para a mostra competitiva Première Brasil do Festival do Rio 2012.[10]
- Premiado nas categorias melhor Ator Coadjuvante (Caco Ciocler). E melhor fotografia e melhor montagem.[10]